# Гулбенский край
Гу́лбенский край (латыш. Gulbenes novads) — административно-территориальная единица на востоке Латвии, в регионе Видземе. Край состоит из 13 волостей и города Гулбене, который является центром края. Граничит с Мадонским, Цесисским, Смилтенским, Алуксненским и Балвским краями.

## История
Край был образован 1 июля 2009 года из части упразднённого Гулбенского района. Площадь края — 1876,1 км². В ходе административно-территориальной реформы Латвии 2021 года территория края не изменилась.

## Население
Население на 1 января 2010 года составляло 25 073 человека.
Национальный состав населения края по итогам переписи населения Латвии 2011 года был распределён таким образом:
| Национальность | Численность, чел. (2011) | %        |
| -------------- | ------------------------ | -------- |
| Латыши         | 20 017                   | 87,82 %  |
| Русские        | 2047                     | 8,98 %   |
| Белорусы       | 228                      | 1,00 %   |
| Украинцы       | 180                      | 0,79 %   |
| Поляки         | 131                      | 0,57 %   |
| Литовцы        | 51                       | 0,22 %   |
| Другие         | 140                      | 0,61 %   |
| всего          | 22 794                   | 100,00 % |

## Территориальное деление
- Белявская волость (латыш. Beļavas pagasts)
- Галгауская волость (латыш. Galgauskas pagasts)
- город Гулбене (латыш. Gulbenes pilsēta)
- Даукстская волость (латыш. Daukstu pagasts)
- Друвиенская волость (латыш. Druvienas pagasts)
- Леясциемская волость (латыш. Lejasciema pagasts)
- Литенская волость (латыш. Litenes pagasts)
- Лизумская волость (латыш. Lizuma pagasts)
- Лигская волость (латыш. Līgo pagasts)
- Ранкская волость (латыш. Rankas pagasts)
- Стамериенская волость (латыш. Stāmerienas pagasts)
- Страдская волость (латыш. Stradu pagasts)
- Тирзская волость (латыш. Tirzas pagasts)
- Яунгулбенская волость (латыш. Jaungulbenes pagasts)